# Kolakušić (prezime)
Prezime Kolakušić u Hrvatskoj nose Hrvati iz Rame, BiH. U prošlom stoljeću relativno najviše hrvatskih stanovnika s ovim prezimenom rođeno je u sjevernohercegovačkoj općini Prozor-Rama i u Gradu Zagrebu. U naseljima Blace i Ljubunci koja administrativno pripadaju općini Prozor-Rama, svaki deveti stanovnik prezivao se Kolakušić. Velik broj Kolakušića zbog različitih se povijesnih razloga iz rodne Rame u različitim razdobljima 20. stoljeća selio na područje Slavonije, gdje najveći broj osoba s tim prezimenom, uz Grad Zagreb i živi.

## Poznati Kolakušići
- Mislav Kolakušić, političar, bivši sudac Trgovačkog suda